# Канегал, Ньютон
Ньютон Канегал (порт.-браз. Newton Canegal; 4 июня 1917, Рио-де-Жанейро — 23 марта 2003, Рио-де-Жанейро) — бразильский футболист, защитник.

## Карьера
Ньютон Канегал начал карьеру в команде «Студеченческий клуб площади Саэнс-Пенья» из района Тижука. В 1936 году он перешёл в клуб «Португеза», а в 1938 году в «Бонсусессо». В марте следующего года футболист присоединился к клубу «Фламенго». В эту команду игрок попал по просьбе главного тренера, Флавио Косты; другой причиной перехода защитника стала политика президента команды Жозе Бастуса Падильи, состоявшая в приглашении в клуб чернокожих футболистов. Сам же Флавио Коста заявил игроку, что тот сможет заменить в составе Домингоса да Гию, если тот покинет команду. Ньютон дебютировал в клубе 2 апреля в матче с «Мадурейрой» (5:1), в котором он заменил по ходу игры Освалдо. В первом же сезоне игрок помог клубу выиграть чемпионат штата. Этот титул стал первым, завоёванным клубом с 1927 года. В 1942 году в клуб перешёл голкипер Журандир, составив треугольник обороны клуба, состоявший из него и центральных защитников Ньютона и Домингеса. В этот период клуб выиграл три подряд чемпионата штата. При чём в 1943 году Домингос покинул «Фламенго» и роль лидера обороны досталась Ньютону. 21 октября 1945 года Канегал забил первый и единственный за всю карьеру во «Фламенго» мяч, поразив ворота «Сан-Кристована». Последний матч за клуб защитник провёл 5 июня 1952 года против сборной перунского города Арекипа. Всего за клуб игрок провёл 389 матчей (232 победы, 72 ничьих и 84 поражения) и забил 1 гол.
Завершив игровую карьеру Ньютон остался в структуре «Фламенго». Он работал с молодёжными составами команды. С 1962 по 1965 год он помогал главному тренеру команды, Флавио Косты. После его увольнения, он с 25 июля по 18 августа исполнял обязанности главного тренера клуба. Такую же роль он исполнял с 28 мая по 10 июня 1971 года вместе с Модесто Брией. В общей сложности, клуб под его руководством провёл 8 матчей, в которых одержал 5 побед, 2 ничьих и одно поражение. Последние годы жизни Ньютон страдал от болезни Паркинсона. Он умер от острой сердечной недостаточности в возрасте 85 лет, оставив 4 детей и 4 внуков. Ньютон был похоронен на кладбище Сан-Жуан-Баптиста в Рио-де-Жанейро.

## Статистика

### Выступления за «Фламенго»
| 1939  | 19  | 0 |
| 1940  | 16  | 0 |
| 1941  | 42  | 0 |
| 1942  | 36  | 0 |
| 1943  | 35  | 0 |
| 1944  | 22  | 0 |
| 1945  | 31  | 1 |
| 1946  | 38  | 0 |
| 1947  | 44  | 0 |
| 1948  | 31  | 0 |
| 1949  | 29  | 0 |
| 1950  | 25  | 0 |
| 1951  | 17  | 0 |
| 1952  | 4   | 0 |
| Всего | 389 | 1 |

### Международная статистика
| Матчи Ньютона Канегала за сборную Бразилии | Матчи Ньютона Канегала за сборную Бразилии | Матчи Ньютона Канегала за сборную Бразилии | Матчи Ньютона Канегала за сборную Бразилии | Матчи Ньютона Канегала за сборную Бразилии | Матчи Ньютона Канегала за сборную Бразилии | Матчи Ньютона Канегала за сборную Бразилии |
| ------------------------------------------ | ------------------------------------------ | ------------------------------------------ | ------------------------------------------ | ------------------------------------------ | ------------------------------------------ | ------------------------------------------ |
| №                                          | Дата                                       | Место проведения                           | Оппонент                                   | Счёт                                       | Голы                                       | Турнир                                     |
| 1                                          | 14 февраля 1945                            | Сантьяго                                   | Аргентина                                  | 1:3                                        | —                                          | Чемпионат Южной Америки                    |
| 2                                          | 21 февраля 1945                            | Сантьяго                                   | Эквадор                                    | 9:2                                        | —                                          | Чемпионат Южной Америки                    |
| 3                                          | 23 декабря 1945                            | Рио-де-Жанейро                             | Аргентина                                  | 3:1                                        | —                                          | Кубок Рока                                 |
| 4                                          | 9 января 1946                              | Монтевидео                                 | Уругвай                                    | 1:1                                        | —                                          | Кубок Рио-Бранко                           |
| 5                                          | 23 января 1946                             | Буэнос-Айрес                               | Уругвай                                    | 4:3                                        | —                                          | Чемпионат Южной Америки                    |
| 6                                          | 3 февраля 1946                             | Буэнос-Айрес                               | Чили                                       | 5:1                                        | —                                          | Чемпионат Южной Америки                    |
| 7                                          | 4 апреля 1948                              | Монтевидео                                 | Уругвай                                    | 1:1                                        | —                                          | Кубок Рио-Бранко                           |

## Достижения
- Чемпион штата Рио-де-Жанейро: 1939, 1942, 1943, 1944
- Обладатель Кубка Рока: 1945